# Bandera de Mauritània
La bandera de Mauritània fou adoptada el 22 de març de 1958 i va ser modificada en un referèndum celebrat el 5 d'agost del 2017.

## La primera versió

Bandera de Mauritània de 1959 a 2017.

En un fons verd, hi apareix una mitja lluna daurada coronada per una estrella també groga que té cinc puntes. Els colors verd i groc representen els típics colors del panafricanisme. Alhora, el verd i els símbols de la lluna creixent i l'estrella simbolitzen l'islam, la principal religió del país. El groc també simbolitza la immensitat de les dunes del desert del Sàhara.

## La segona versió
El 5 d'agost de 2017, el president Mohamed Ould Abdelaziz va convocar un referèndum per canviar la bandera nacional, abolir el senat i introduir altres esmenes constitucionals. El referèndum va ser aprovat i els canvis a la bandera (afegir-hi dues ratlles vermelles) es van adoptar l'endemà.

## Especificacions
Els elements de la bandera s'especifiquen com:
- Proporció = 2 : 3 i totes les proporcions següents són a l'amplada de la bandera
- Amplada de les ratlles vermelles = 20%
- Amplada de la zona verda = 60%
- Amplada de l'àrea de l'estrella i la mitja lluna = 40%
- Distància entre la franja vermella inferior i la part inferior de la mitja lluna = 10%
- Diàmetre del cercle exterior de la mitja lluna = 75% (50% de la longitud de la bandera)
- Amplada màxima de la mitja lluna = 10,2%
- Distància entre l'amplada màxima de la mitja lluna i la base de l'estrella = 10,7%
- Les banyes de la mitja lluna són les parts esquerra i dreta del cercle exterior
- Distància entre la franja vermella superior i el vèrtex perpendicular de l'estrella = 10%
- Altura de l'estrella = 19,1% (és a dir, el diàmetre de l'estrella es converteix en 21,1164%)Esquema.

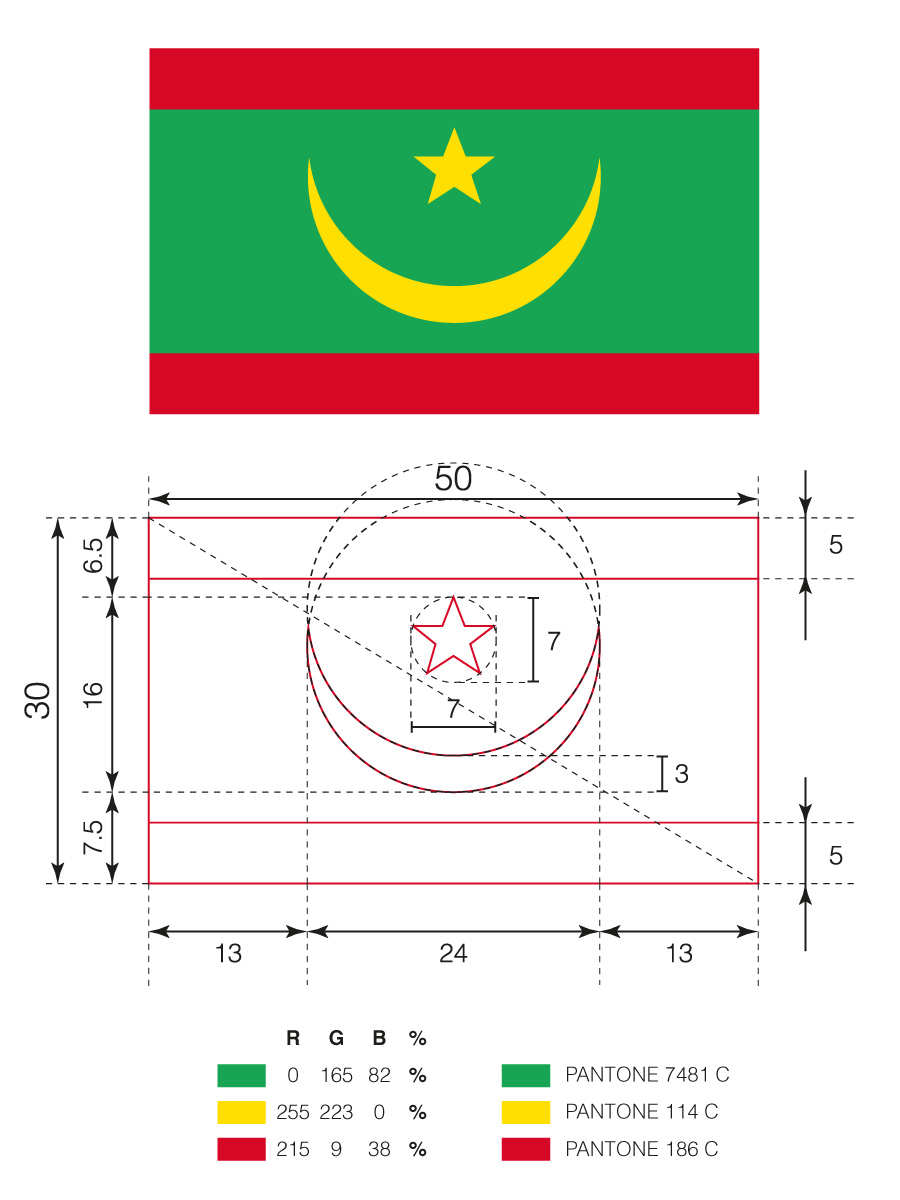
Esquema.

### Colors
| Esquema de colors | Verd      | Vermell      | Groc       |
| ----------------- | --------- | ------------ | ---------- |
| CMYK              | 86-5-95-0 | 11-100-100-4 | 1-13-100-0 |
| HEX               | #00A95C   | #D01C1F      | #FFD700    |
| RGB               | 0-169-92  | 208-28-31    | 255-215-0  |